# Студено (Постојна)
Студено (словен. Studeno, итал. Studeno) је насељено место у општини Постојна, Приморско-нотрањска регија, Словенија.

## Историја
До територијалне реорганизације у Словенији било је у саставу старе општине Постојна.

## Становништво
У попису становништва из 2011. године, Студено је имало 298 становника.
| Број становника према пописима | Број становника према пописима | Број становника према пописима |
| ------------------------------ | ------------------------------ | ------------------------------ |
| 1991                           | 2002                           | 2011                           |
| 292                            | 297                            | 298                            |

## Галерија
- улаз у насеље
- сеоске куће
- пејзаж